# Замок Кор
Замок Кор (англ. Cor Castle) — один із замків Ірландії, розташований біля селища Іннішеннон, в графстві Корк, біля річки Бандон, на вершині пагорба.

## Історія замку Кор
Замок Кор є триповерховим особняком, що збудований в 1820 році в стилі середньовічних замків. Ця споруда була побудована на місці давнього замку, що був побудований біля 1600 року. Нинішня споруда має три кутові вежі на фронтальній (південно-західній) стороні замку, триповерхові та двоповерхові споруди на північно-західній стороні замку, шестикутна вежа на північній стороні замку. Замок був відреставрований в 1990 році. Навколо замку є парки і сади. Замок є цінною пам'яткою архітектури, має як естетичну так і історичну цінність.